# E ora qualcosa di completamente diverso
E ora qualcosa di completamente diverso (And Now for Something Completely Different) è un film del 1971 diretto da Ian MacNaughton.
Film a sketch ideato, scritto e interpretato dal gruppo di comici inglesi Monty Python.

## Trama
- Come non essere visti – un documentario di servizio pubblico dove una voce fuori campo chiama determinate persone (dopo averne descritto nome, cognome, professione, indirizzo e codice di avviamento postale) che si sono nascoste in meravigliosi scorci verdi. Le persone che rispondono alla voce fuori campo, magari anche salutando, vengono abbattute a colpi di arma da fuoco; quelle che non rispondono (magari nascoste dietro a cespugli) saltano in aria assieme al loro nascondiglio. La voce fuori campo descrive le migliori tecniche di occultamento, e come è stato possibile trovare chi si era nascosto meglio ("i vicini ci hanno detto dove trovarli").
- Sigla – alla sigla segue immediatamente la schermata "The End".
- Un uomo con un magnetofono nel naso – autentico nonsense, mostra un cortometraggio muto dove due Pythons, dapprima singolarmente e poi in stereofonia, suonano l'inizio de La Marsigliese infilandosi un dito (inguantato) in una narice.
- Il frasario ungherese – un elegante straniero entra in un tabaccaio di Londra, e leggendo un manuale di pronuncia cerca di acquistare sigarette. Le frasi sono state completamente scambiate, e il cliente finisce per fare imbarazzanti proposte sessuali al tabaccaio. Quando il negoziante prende il prontuario e legge in ungherese le frasi che crede corrette, lo straniero resta così offeso che finisce a cazzotti.
- Il consulente matrimoniale – una coppietta va dal consulente matrimoniale perché il marito sospetta della moglie. Mentre lui racconta all'esperto i suoi sospetti, il consulente matrimoniale stesso seduce e amoreggia con la giovane e avvenente donna. Il povero marito, scacciato dai due, esce affranto dall'ufficio. Galvanizzato da una voce divina che gli chiede tuonando "sei un uomo o sei un sorcio?", torna dentro ma viene scacciato immediatamente. Viene così seppellito dal proverbiale peso di piombo di 16 tonnellate.
- "Ci siamo capiti, eh?" –  in un pub un giovane esagitato fa domande imbarazzanti a un distinto signore a proposito di sua moglie, utilizzando solo doppi sensi improbabili. Quando finalmente gli chiede chiaramente se ha mai dormito con una donna, a risposta affermativa gli chiede candidamente "e che si prova?". Gli risponde, in una scena completamente diversa, un altro Python vestito da suora: "per me, la cosa è sopravvalutata".
- Autodifesa contro frutta fresca – in una palestra, un istruttore decanta i pregi dell'autodifesa da fantomatici personaggi armati di frutta fresca. Quando nell'esercitazione uno degli allievi si avventa contro il maestro brandendo una banana matura, questi estrae una rivoltella dai pantaloni e gli spara.
- Le nonne del diavolo – un generale dell'esercito britannico irrompe sulla scena, gridando allo scandalo, e invoca che si trasmetta qualcosa di meno grottesco. Parte dunque un reportage sulle Hell's Grannies, un gruppo di vecchiette in motocicletta dedite al banditismo che terrorizzano la città. Un sociologo tenta di spiegare la situazione, ma mentre parla precipita in un tombino, che le vecchiette richiudono subito dopo.
- Fate militari – il generale britannico è sempre più indignato, e chiede qualcosa di più "marziale: magari una bella esercitazione!". Si vedono dunque otto soldati, in fila, che eseguono un complicato balletto cantando "il maggiore s'è appartato col sergente colorato".
- Le due cime del Kilimangiaro – Sir George Head è un appassionato alpinista che sta cercando le persone giuste per intraprendere la scalata delle due cime del Kilimangiaro. Il vero problema è che Sir Head vede doppio, e continua a rivolgersi al candidato come fossero due persone. Lo scopo della spedizione è quello di ritrovare i resti di una comitiva dispersa, capeggiata dal fratello di Sir Head, partita per costruire un ponte sospeso tra le due cime del monte. Il candidato abbandona quando si rende conto che il capo spedizione è ancora più imbecille del finanziatore. Finale a sorpresa.
- Un poliziotto un po' così  – Un tizio si rivolge a un bobby, appena fuori da un parco di Londra, perché gli è sparita la giacca dalla panchina nei pochi minuti che si era allontanato. Il tutto si rivela una scusa per approcciare sessualmente il poliziotto.
- L'esibizionista
- La cospirazione internazionale dei cinesi comunisti
- Il dentifricio Crelm / La benzina Shrill
- Conrad Pooh e i denti ballerini
- Ken Ewing e i topolini musicali – in un elegante locale notturno si esibisce Ken Ewing, spettacolare addestratore di topolini istruiti a squittire con una precisa nota musicale, e li ha ordinati a mo' di pianola in sequenza, in una scatola provvista di separatori. L'orrore del pubblico si manifesta in tutto il suo sdegno, quando scopre che Ewing suona i topolini con due grossi martelli di legno.
- It's The Arts - Sir Edward Ross – il pubblico del club sta ancora inseguendo Ewing quando passano nell'elegante studio televisivo dove stanno girando It's The Arts. Stasera, ospite il regista Sir Edward Ross, che il conduttore chiamerà con nomignoli sempre più maliziosi...
- Il lattaio sedotto – Una mattina qualunque. Un lattaio porta il latte in una villa di un sobborgo, ma gli apre una giovane donna in abiti succinti, che lo invita a entrare e accomodarsi in una camera del piano superiore. Non gli sembra vero: entra, si gira, e davanti a lui ci sono altri dodici lattai, con barba via via più lunga, nonché uno scheletro con vestiti da lattaio.
- La barzelletta più divertente del mondo – Ernest Scribbler, giovane scrittore in attesa della grande occasione per diventare famoso, sta cercando di affinare la barzelletta sul lattaio sedotto. A un tratto, la folgorazione: Scribbler scrive due righe su un foglio, le rilegge, muore dal ridere. Letteralmente. La madre sale in camera, pensando di trovare in quel foglio la lettera di un suicida: muore a sua volta. Il War Office britannico decide di prendere possesso del racconto, tradurlo in tedesco in una procedura controllata e usarlo come arma sulle Ardenne. Le perdite tedesche sono altissime.
- Le auto assassine – cartone animato iperbolico, dove si descrive come nelle città sovraffollate le auto abbiano deciso di ritagliarsi un posto, facendosi giustizia da sole. Per fermarle, viene chiamato un mostro mitologico (nell'animazione è un gatto che cammina su due zampe), che interviene e risolve un problema, ingurgitando interi palazzi. La soluzione è talmente epica che potete scordarvi di vederne le scene in un film a basso costo come questo.
- Lo sketch del pappagallo morto – un tizio si lamenta in un negozio di animali che il pappagallo che gli è stato venduto un'ora prima è morto, stecchito, un ex-pennuto, non è più. Il commesso cerca di giustificarsi prima adducendo scuse assurde, poi affermando che quello non è il lavoro che avrebbe voluto fare.
- La canzone del taglialegna – il commesso, infatti, racconta che il suo sogno è quello di fare il boscaiolo nelle rigogliose foreste della Columbia Britannica e sfocia in una maschia canzone, accompagnato da un coro. La canzone però pian piano svela certe tendenze del boscaiolo, a cui il coro reagisce disgustato.
- Il ristorante – una coppia cena in un delizioso ristorante e nota che una delle forchette è sporca. La fin troppo ineccepibile cortesia nel servizio e la eccessiva solerzia prima del cameriere, poi del maître e del direttore si trasformano in una grottesca carneficina. Lui, con un cadavere addosso: "E meno male che non ho detto che era sporco anche il coltello."
- Il negozio di biancheria – un rapinatore di banche entra per errore in una biancheria: sconsolato, decide di provare un paio di mutandine di seta.
- Gente che precipita – due impiegati vedono i loro colleghi precipitare dall'edificio in cui lavorano. Si accettano scommesse.
- Il consulente del lavoro – un ragioniere sciatto e timoroso si presenta ad un consulente del lavoro con la speranza di trovare una nuova occupazione: il domatore di leoni.
- Ricatti! – un varietà nel quale le persone vengono ricattate: mandando dei soldi in trasmissione possono evitare di vedere trasmessi alcuni loro filmati molto privati.
- La ricostruzione della battaglia di Pearl Harbor – viene annunciata la ricostruzione amatoriale della battaglia da parte di un circolo di vecchiette: al via si picchiano nel fango con le borsette.
- Un romantico interludio – breve spezzone allusivo che verrà citato in una scena di Una pallottola spuntata.
- Il borghese più imbecille dell'anno – durante le olimpiadi del borghese più imbecille dell'anno cinque perfetti idioti di ottima famiglia si suicidano in modo perfettamente, per l'appunto, idiota.

## Produzione
Il lungometraggio fu concepito per introdurre i Python al mercato degli Stati Uniti, dove la loro celeberrima serie televisiva Monty Python's Flying Circus non era stata ancora trasmessa.
Era il primo lungometraggio del gruppo. Furono scelti i  migliori episodi delle due stagioni dello show realizzate fino ad allora. Gli sketch vennero rigirati in pellicola, quasi interamente in esterni, e senza la presenza di un pubblico come accadeva nel Circus. I set del film furono costruiti in un caseificio abbandonato.
Il film non offriva nulla di nuovo agli ammiratori inglesi del gruppo comico, se non l'opportunità di rivedere alcune gag a colori in un'epoca dove ancora molti avevano televisori in bianco e nero, e in effetti molti rimasero delusi dal fatto che il film disattendesse il suo stesso titolo. Gli incassi comunque coprirono i costi di produzione, peraltro tanto bassi che alcuni effetti realizzati per la TV non poterono essere replicati nel film. In America il film ironicamente ebbe una pessima distribuzione, e i migliori risultati si ebbero quando venne riproposto in sala dopo la messa in onda del Flying Circus. Il film divenne comunque un cult negli anni successivi, anche in Italia dove invece la trasmissione non fu proposta per molti anni.
Il film fu finanziato da Victor Lownes, direttore di Playboy. Questi impose un forte controllo sulla realizzazione del film, a differenza della BBC che lasciò  sempre ampia libertà al gruppo per la trasmissione. Fece togliere dal film il personaggio di Ken Shabby e pretese che il proprio nome fosse scritto in caratteri "rocciosi" come quelli dei membri dei Python. Gilliam riluttante accettò, ma in seguito cambiò lo stile dei nomi del gruppo, così che nella versione finale solo quello di Lownes appare in quel modo.
Nelle proiezioni di prova, il gruppo si accorse che dopo i primi 50 minuti il pubblico smetteva di ridere per una decina di minuti, per poi ricominciare fino alla fine. Pensarono che dipendesse dagli sketch in quel punto e li rimontarono con un ordine diverso, ma il calo si aveva comunque dopo 50 minuti. Compresero così che, in mancanza di una storia trainante, lo spettatore si stancava presto e la sua attenzione calava per un po'. Per i film successivi quindi i Python cercarono sempre di costruire una storia comune, anche se la scrittura era sempre basata su sketch.

### Il titolo
Il titolo deriva dalla frase che spesso tra uno sketch e l'altro della trasmissione veniva ripetuta da John Cleese nel ruolo di annunciatore televisivo seduto a un'elegante scrivania, che poteva trovarsi a mezz'aria, in mezzo a un prato sterminato o dentro a una gabbia, oppure sdraiato in bikini su un tavolino nel mezzo di un bosco ecc.
La frase stessa descrive perfettamente il carattere non sequitur del programma e, dunque, del film.

### Cast
- Graham Chapman: Fratello dell'uomo col magnetofono nel naso, Poliziotto, 1º Ufficiale, Uomo sul marciapiede, Colonnello, 2º Funzionario, Sir Edward Ross, Cantante, Cliente del ristorante, Uomo che scrive una lettera di protesta, 5º Imbecille
- John Cleese: Annunciatore, Ungherese#1, Istruttore, Apprendista militare, Sir George Head, 3º Funzionario, 2º Donna, 3º Colonnello, voce dell'uomo animato che chiede scusa, Mr. Eric Praline, Cantante, Mungo il cuoco, 2º Contabile, Ladro, Consulente per l'orientamento professionale, 1º Imbecille
- Eric Idle: 2º Ufficiale, Consulente matrimoniale, Arthur Nudge, 4º Studente, Narratore, Apprendista militare, 1º Donna, 2º Emcee, 2º Colonnello, Voce del vecchio cantastorie, Cantante, Proprietario del ristorante, Proprietario del negozio, Contabile#1, Mrs. Davies, Imbecille#2
- Terry Jones: Emcee, Tabaccaio, Giudice, 2º Ungherese, Uomo al bar, 2º Studente, Vecchia, Motociclista, Apprendista militare, Esibizionista, Ken Ewing, Lattaio, Soldato, Cantante, Gaston il cameriere, Organista nudo, Brian, Imbecille
- Michael Palin: Uomo con magnetofono sul naso, Arthur Pewty, 3º Studente, Vecchia, Apprendista militare, uomo del palazzo, voce dell'uomo Shrill Petrol, Lattaio sedotto, Ernest Scribble, Soldato, Commesso del negozio di animali, Boscaiolo, Capo cameriere, Herbert Anchovy, 3º Imbecille
- Terry Gilliam: Uomo vestito da suora
- Carol Cleveland: Deidre Pewty, Collezionista di lattai, Voce di Gilliam, Narratrice, 3º Donna, Cliente del ristorante, Moglie di Brian
- Connie Booth: La ragazza del boscaiolo

## Accoglienza
(Maurizio Porro, Corriere della Sera, 5 giugno 1992.)